# آروی زن برزنجیر

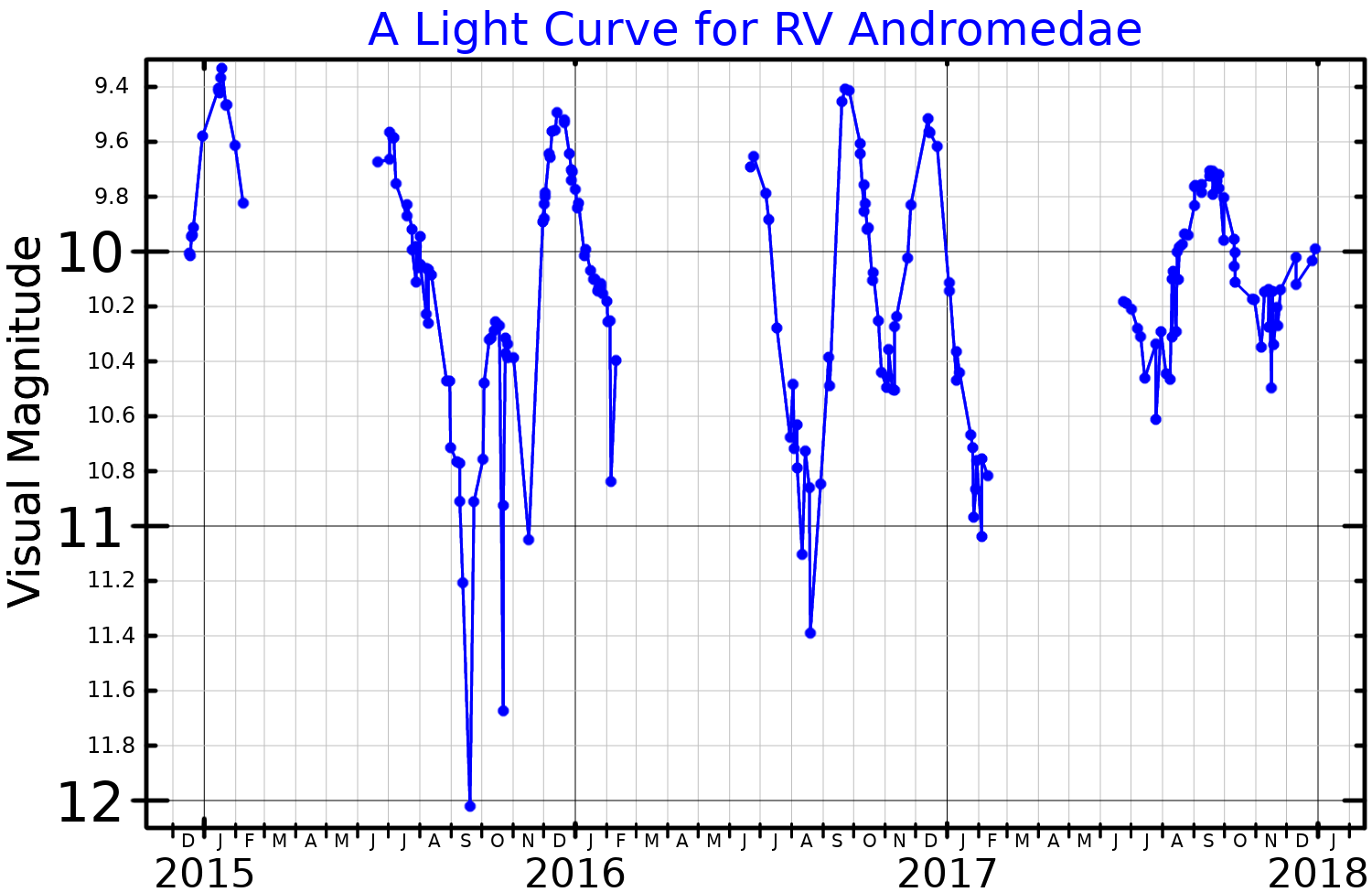
منحنی نوری باند بصری برای آروی زن برزنجیرV Andromedae، ترسیم شده از داده‌های ASAS-SN

آروی زن برزنجیر یک ستاره است که در صورت فلکی آندرومدا قرار دارد.